# ورزشگاه ملک فهد
ورزشگاه بین‌المللی ملک فهد (به عربی: استاد الملك فهد الدولي) یک ورزشگاه چند منظوره در شهر ریاض پایتخت عربستان سعودی است. در این ورزشگاه بیشتر بازیهای فوتبال و دو و میدانی انجام می‌شود. این ورزشگاه در سال ۱۹۸۷ ساخته شد و گنجایش ۶۸٬۷۵۲ نفر را دارد. در این ورزشگاه بازی فینال جام جهانی جوانان ۱۹۸۹ برگزار شد.
پوشش سقفی این ورزشگاه بزرگ‌ترین پوشش سقفی جهان است که بیش از ۶۷٬۰۰۰ نفر صندلی و فضایی در حدود ۴۷٬۰۰۰ متر مربع را پوشش می‌دهد. ۲۴ ستون آن در اطراف دایره‌ای به شعاع ۲۴۷ متر قرار دارند. چتر بزرگ آن جلوگیری می‌کند از تابش آفتاب بر صندلیها و محیط اطراف زمین و باعث ایجاد سایه و گرمایی مناسب می‌شود. اولین گل رسمی در این ورزشگاه توسط ماجد عبدالله به‌ثمر رسید.